# Natalino De Rossi
Natalino De Rossi, pseudonimo di Benito De Rossi (Cologna Veneta, 15 dicembre 1936), è un ex calciatore italiano di ruolo centrocampista e attaccante.

## Carriera
Inizia la carriera nell'Hellas di Verona, club minore della città scaligera, con cui ottiene il settimo posto del Girone C della IV Serie 1953-1954. La stagione seguente, sempre in IV Serie, passa all'Enna con cui ottiene il terzo posto del Girone H.
Nel 1955 torna all'Hellas, chiudendo la stagione settimo.
Nel 1956 passa al Genoa che milita in Serie A. In rossoblu esordisce il 16 settembre 1956 nel pareggio casalingo per 1-1 contro la Roma. De Rossi con il suo club otterrà la salvezza all'ultima giornata.
Nel 1957 passa al Siena, in Serie C. Con i senesi sfiorerà la promozione in cadetteria nella stagione 1958-1959, perdendo lo spareggio promozione con il Mantova giunto primo a pari punti.
Nel 1959 passa al Vis Pesaro, sempre in terza serie, chiudendo la stagione 1959-1960 al 14º posto.
Torna la stagione seguente al Siena, con cui gioca un solo incontro prima di trasferirsi nell'ottobre del 1960 all'Entella Chiavari. Con i biancocelesti retrocede in Serie D.
Con i liguri milita tre stagioni in Serie D, categoria che lascerà dopo aver vinto il Girone A della Serie D 1963-1964.
De Rossi militerà altre due stagioni in Serie C, ottenendo un nono posto nel Girone A al termine dell'annata 1964-1965.

## Palmarès

### Club

#### Competizioni nazionali
- Serie D: 1

Entella: 1963-1964